# Kurhaus Travemünde
Das Kurhaus Travemünde ist ein historisches Hotelgebäude an der Außenallee 10 im Stadtteil Travemünde der Hansestadt Lübeck.  Das heutige Kurhaus entstand 1912. Aktuell ist das Kurhaus Teil eines Hotelresorts und steht unter Denkmalschutz.

## Geschichte

### Anfänge als Seebadeanstalt

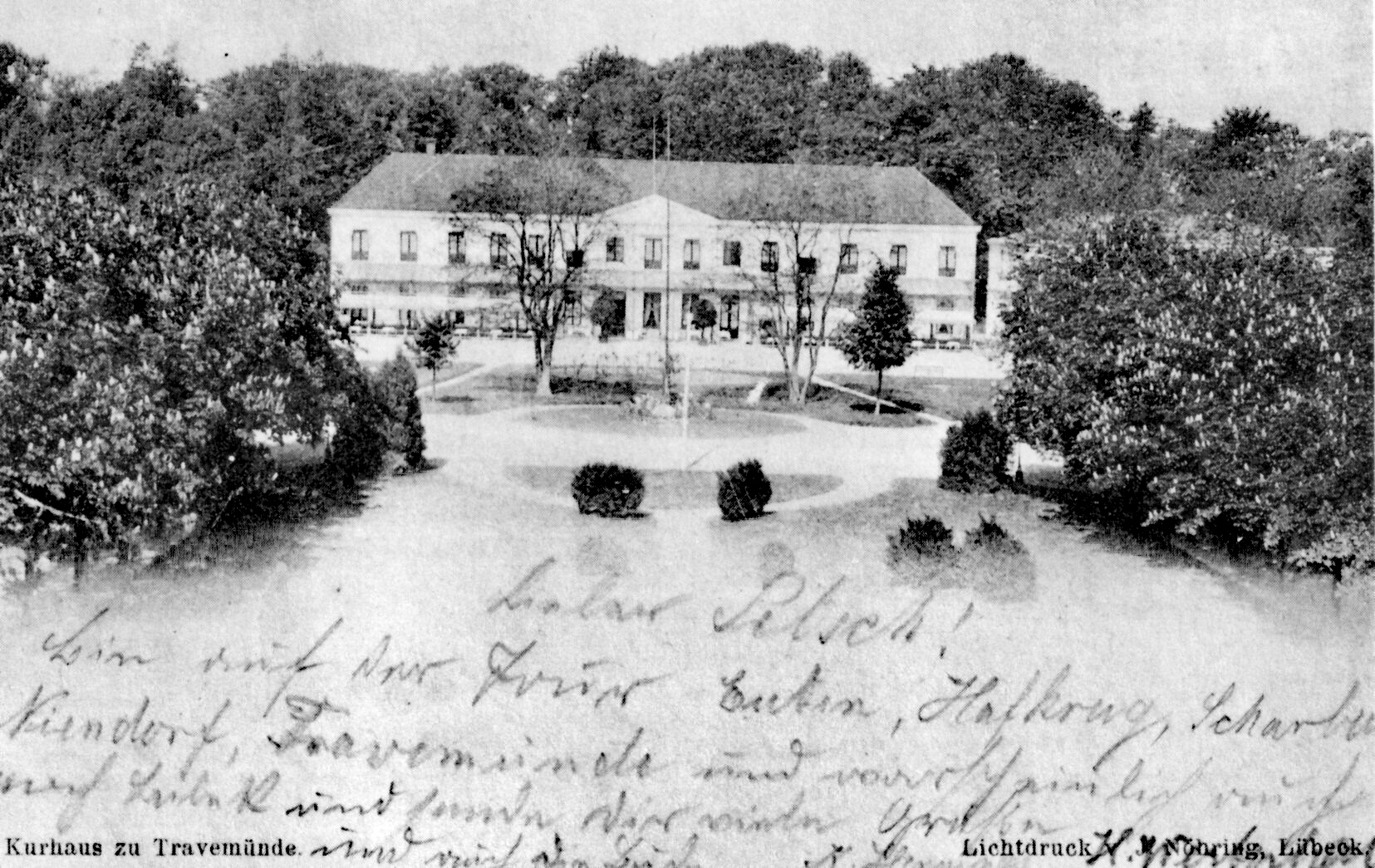
Altes Kurhaus, existent bis 1912

Die Ursprünge des Betriebs reichen bis in das Jahr 1802 zurück, als auf Initiative der Stadt Lübeck eine öffentliche Seebadeanstalt mit angeschlossenem Speisehaus errichtet wurde, welches schon ein Jahr später um ein erstes Logierhaus ergänzt wurde. Ursprünglich eingeschossig erbaut, wurde es in den 1820er Jahren aufgestockt. Aus dieser Zeit stammt auch der Name „Kurhaus“. Für die Gestaltung im klassizistischen Stil zeichnete der Architekt Joseph Christian Lillie verantwortlich.

Logierhaus: 1804 – 1861

### Ausbau im 19. Jahrhundert

Arkadenhaus: 1836 bis 1960

Schweizerhäuser: 1861–1961

In den folgenden Jahrzehnten entwickelte sich das Kurhaus zu einem gesellschaftlichen Zentrum des Seebades Travemünde. Neben gastronomischen Angeboten bot es diverse Freizeiteinrichtungen wie eine Kegelbahn, einen Billardpavillon, einen Schießstand, ein Karussell, Reitflächen sowie Kioske und Leseeinrichtungen.
Von 1806 bis 1813 waren im Logierhaus, das 56 Gästezimmer bot, napoleonische Truppenangehörige einquartiert. Angeblich geht auf diese der Glücksspielbetrieb im Kurhaus Travemünde zurück, der ab 1833 einen offiziellen Status hatte. Dies fand 1872 durch ein Verbot im Deutschen Reich ein Ende.
Mehrere Umbauten und Erweiterungen des Geländes fanden im 19. Jahrhundert statt. 1818/19 wurde das Speisehaus aufgestockt und zum Kurhaus gemacht.
1836 wurde ein Arkadenhaus mit verschiedenen Einrichtungen und Gästezimmern (an Stelle des von Lillie erbauten Chinesischen Pavillons aus dem Jahr 1802) an die Seite des Kurhauses gesetzt. 1860/61 wurde mit den sogenannten Schweizerhäusern, die die alten, Reetdach gedeckten Logierhäuser ersetzt.
1894 wurde unmittelbar neben dem Kurhaus-Hotel ein Badehaus mit zwölf Badekabinen gebaut. Die Einrichtung wurde schon 1901 durch ein neues Warmbadehaus obsolet. Das Gebäude wurde danach zu einem Hotel-Restaurant mit Garage umgebaut und sprach mit dem Namen „Auto-Liebchen“ die Zielgruppe von Autofahrern an. Nach dem Zweiten Weltkrieg bestand das Hotel (unabhängig vom Kurhaus-Hotel) als Kurhaus-Klause bis zum Ende des Jahrtausends weiter. Es wurde im Jahr 2004 im Zuge der Sanierung des Kurhauses abgerissen.

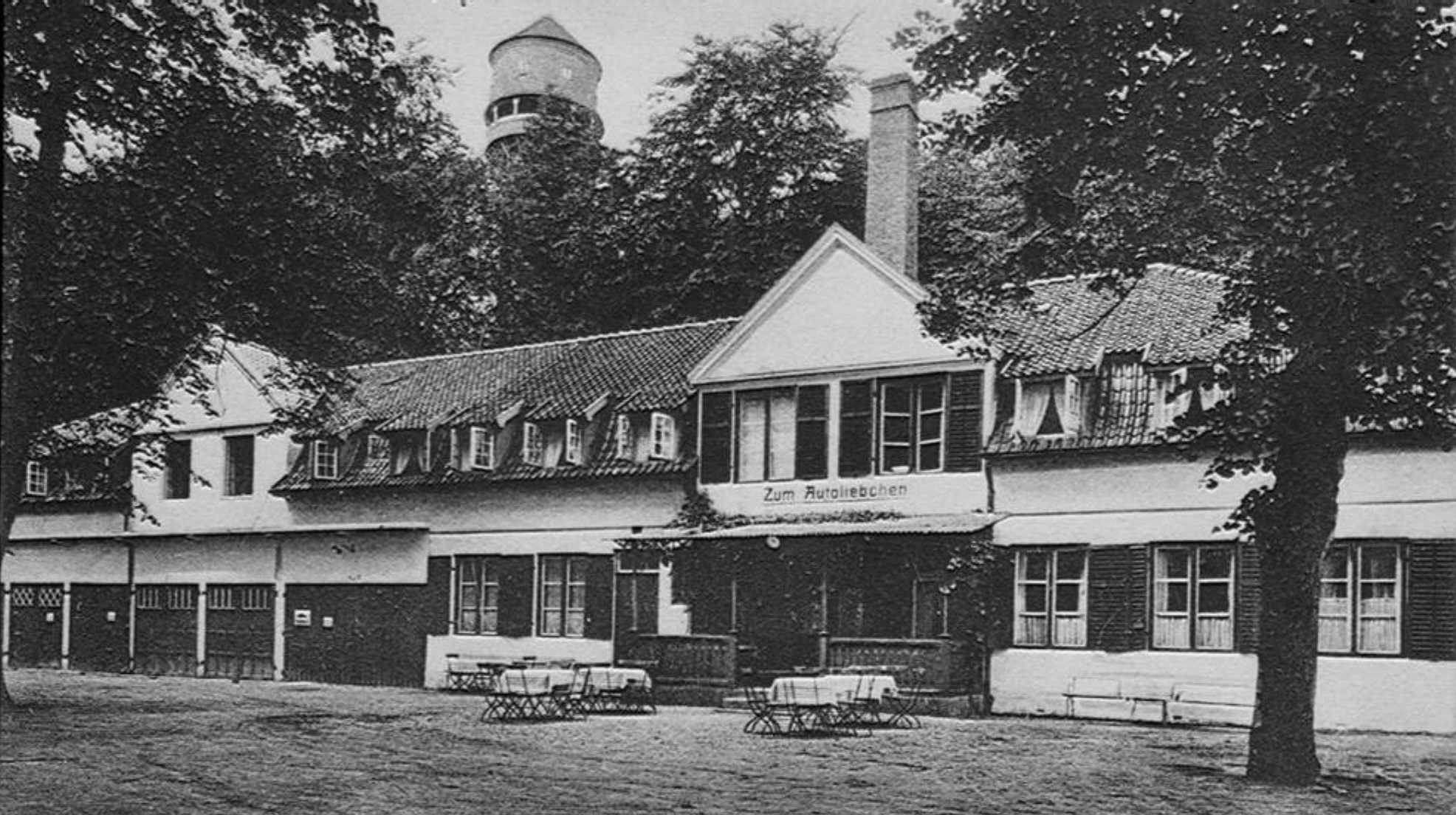
Ehemaliges Warmbadehaus auf dem Gelände des Kurhauses Travemünde

Im Jahr 1898 verkaufte die Stadt Lübeck das Areal mit weiteren Häusern („Hotels zur Seebadeanstalt“) an den Hotelier Fritz Brügmann, der einen kompletten Neubau des Kurhauses plante.

### Neubau des Kurhauses
Das alte Kurhaus aus dem 19. Jahrhundert wurde 1912 abgerissen. Noch im selben Jahr entstand das neue Hotelgebäude im Stil des Historismus. Verantwortlich für die Gestaltung waren die Architekten Georg Radel und Franz Jacobsen. Die schlichten, klassizistischen Züge seines Vorgängerbaus gingen verloren und das heutige Gebäude, wenn auch immer noch weiß, ist durch Arkaden und Erker geprägt. Das Richtfest wurde am 25. Dezember 1912 gefeiert, die Eröffnung fand am 26. April 1913 statt. Mehrere historische Elemente wie der stuckverzierte Speisesaal und die holzvertäfelte Hotelhalle mit großer Treppe und Galerie, die an ein Kreuzfahrtschiff erinnern, sind bis heute erhalten geblieben. Es wird vermutet, dass einzelne Teile des Vorgängerbaus wie der Bilderfries im „Lübeck-Zimmer“ in den Neubau integriert wurden.

### Nutzung im 20. Jahrhundert
Nach dem Ende des Ersten Weltkrieges und der zwischenzeitlichen Nutzung als Lazarett kaufte 1926 die Hotelfamilie Langer von den „Reichshof-Betrieben“ aus Hamburg das Kurhaus-Hotel mit Arkadenhaus, die Schweizerhäuser und weitere Hotels in Travemünde. Im Jahr 1949 kaufte die Stadt Lübeck das Kurhaus sowie die anderen fünf Häuser zurück und ließ sie renovieren.
Weitere Investitionen in das Gelände erfolgten bis in die 1960er Jahre; 1960 wurden die Nebengebäude des eigentlichen Kurhauses, bestehend aus dem Arkadenhaus und den Schweizerhäusern, abgerissen. Stattdessen erfolgte ein für die Zeit moderner Anbau für Zimmer, Schwimmbad und daran anschließend einem großen Kursaal inklusive Konferenzflächen. Die Leitung oblag der Casino-Betreibergesellschaft. Zu einem späteren Zeitpunkt in der zweiten Hälfte des 20. Jahrhunderts wurde die Hotelkette Maritim Pächterin des Hauses.

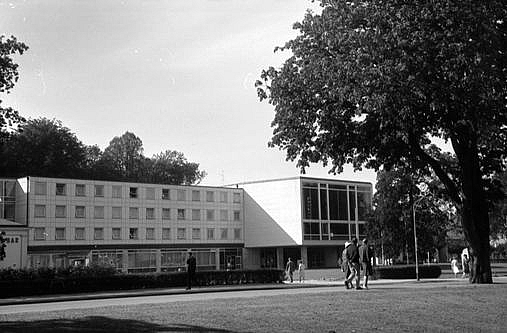
Anbau 1960er – Zimmer und Kursaal

Ab 1973 verlor das Kurhaus an Bedeutung, nachdem das neue Maritim-Strandhotel in Travemünde eröffnet worden war. In den 80er Jahren war Maritim somit Betreiber zweier Hotels in unmittelbarer Nähe zueinander. Wegen der absehbar begrenzten Zeit des Pachtvertrages bis 1999 investierte die Hotelgruppe nicht weiter in das Kurhaus und der bauliche und betriebliche Zustand des Hauses nahm sichtbar ab.
Die Inneneinrichtung wurde nach Beendigung des Pachtvertrages im Jahr 2000 versteigert; neben Mobiliär kam auch Kleinmaterial wie zum Beispiel Geschirr mit Kurhaus-Logo, aber auch die Bar des Hauses unter den Hammer.

### Sanierung und weitere Nutzung

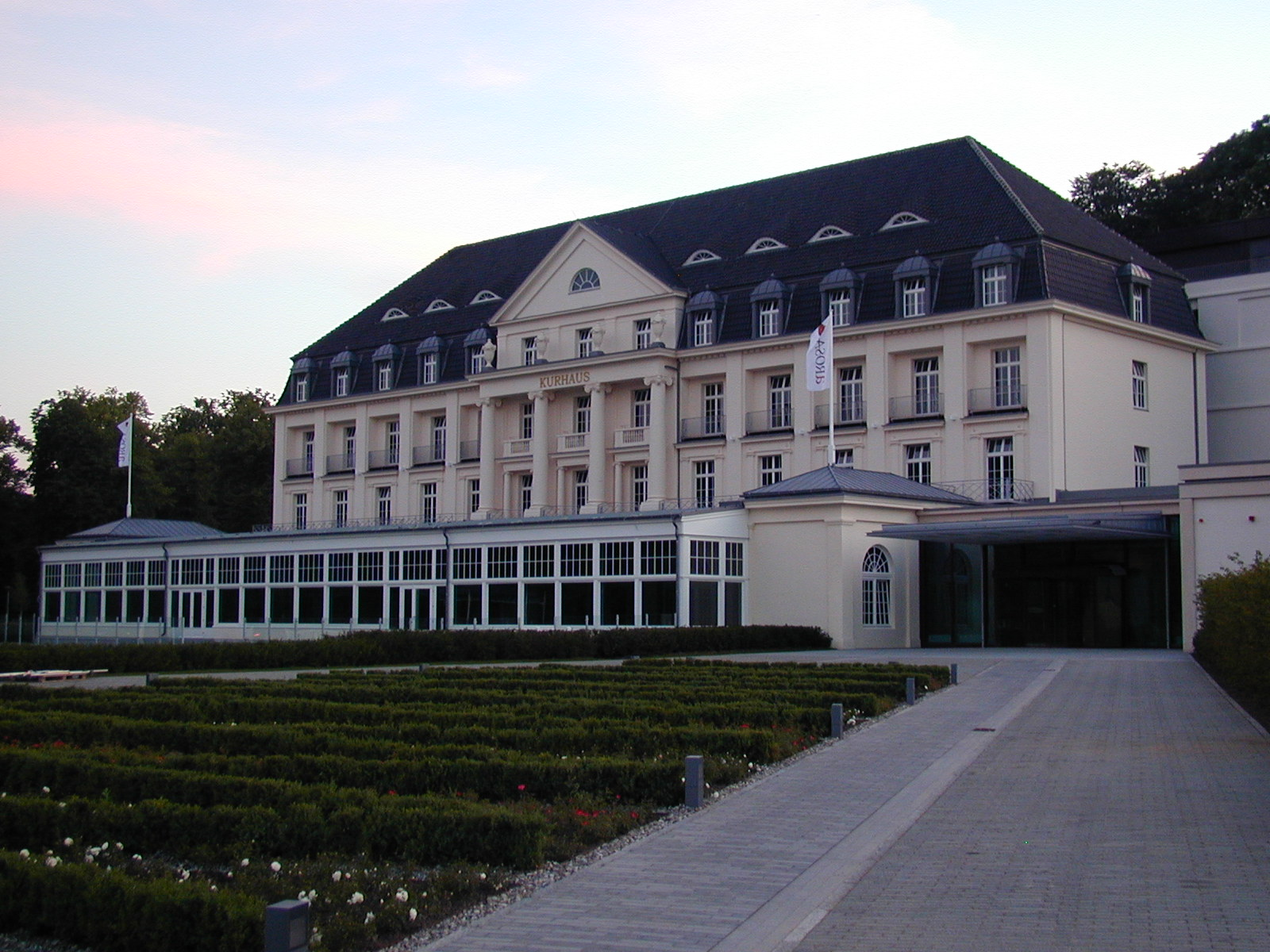
Heutige Ansicht

Der Kursaal wurde im Jahr 2001 für Partys zwischen genutzt, bis es zum Abriss der Gebäude aus den 1960ern im Jahr 2002 kam. Auf der freien Fläche begann 2003 der Baubeginn für einen Zimmer- und Spa-Trakt des neuen Hotelresorts.  Die Eröffnung des sanierten Kurhauses erfolgte im Jahr 2005.

### Eigentumsverhältnisse
In einer Pressemitteilung der Stadt Lübeck aus dem Jahr 2000 wird berichtet, dass mit dem zukünftigen Investor ein Erbpachtvertrag geschlossen wird. Im Laufe der 2010er wurde das Grundstück inkl. Gebäude veräußert; Im Jahr 2013 war die Grundstücksgesellschaft Kurhausbetriebe im Beteiligungsbericht der Stadt Lübeck gelistet, im selben Jahr wurde aber auch schon ein Liquidator bestellt und Grundstück/Gebäude befinden sich nicht mehr im Eigentum der Stadt.

### Prominente Gäste und literarische Nachwirkung
Ab 1824 bestand eine Schiffsverbindung nach Kopenhagen. Einmal pro Woche verkehrte ein Seitenraddampfer.
Nachdem auch eine Dampfschiffverbindung mit St. Petersburg eingerichtet worden war, wurde das Hotel gerne von russischen Gästen aufgesucht, darunter den Schriftstellern Iwan Turgenjew und Fjodor Dostojewski. Auch mit Riga und Reval war Travemünde bald durch Schifffahrtslinien über die Ostsee verbunden. Die Familie Mann verbrachte in den 1880er Jahren einige Male ihren Sommerurlaub im Travemünder Kurhaus. Daraus gingen unter anderem die Travemünde-Schilderungen in Thomas Manns Roman Buddenbrooks hervor.